# Canton de Brest-L'Hermitage-Gouesnou
Le canton de Brest-L'Hermitage-Gouesnou est une ancienne division administrative française, située dans le département du Finistère en région Bretagne.

## Composition
Le canton de Brest-L'Hermitage-Gouesnou comprenait une fraction de la ville de Brest et la commune de Gouesnou.

## Histoire
Le canton est créé en 1991 et entre en vigueur lors des élections cantonales de mars 1992.
À la suite du redécoupage des cantons en 2014, il est supprimé à compter des élections départementales de mars 2015.

## Administration
| Période | Période | Identité            | Étiquette | Qualité |
| ------- | ------- | ------------------- | --------- | --- |
| 1992    | 1998    | Jean-Yves Le Borgne | UDF       | Professeur, adjoint au maire de Brest Conseiller régional Suppléant du député Bertrand Cousin (1993-1997)                                                                                           |
| 1998    | 2011    | Jean-Paul Glémarec  | PS        | Responsable, à l'UBO (Université de Bretagne Occidentale) du bureau d'université chargé des adultes en reprise d'études et de la validation des acquis professionnels Maire de Gouesnou (2001-2008) |
| 2011    | 2015    | Dominique Jaffredou | PS        | Ancien cadre à la CAF Conseiller municipal de Gouesnou |

## Démographie
| 1999   | 2006   | 2011   | 2012   |
| ------ | ------ | ------ | ------ |
| 15 478 | 15 600 | 15 761 | 15 630 |